# Comitatul Võru
Võru este unul din cele 15 comitate din Estonia. Reședința sa este orașul omonim, Võru.

## Orașe
- Võru

## Comune
- Antsla
- Haanja
- Lasva
- Meremäe
- Misso
- Mõniste
- Rõuge
- Sõmerpalu
- Urvaste
- Varstu
- Vastseliina

## Orașe înfrățite
- Halsua, Finlanda
- Kaavi, Finlanda
- Kaustinen, Finlanda
- Nilsiä, Finlanda
- Perho, Finlanda
- Rautavaara, Finlanda
- Ullava, Finlanda
- Vehmaa, Finlanda
- Veteli, Finlanda[3]